# 10 Serpentis
10 Serpentis, som är stjärnans Flamsteed-beteckning, är en ensam stjärna i den sydvästra delen av stjärnbilden Ormen. Den har en  skenbar magnitud på ca 5,15 och är svagt synlig för blotta ögat där ljusföroreningar ej förekommer. Baserat på parallaxmätning inom Hipparcosuppdraget på ca 13,6 mas, beräknas den befinna sig på ett avstånd på ca 130 ljusår (ca 40 parsek) från solen. Den rör sig närmare solen med en heliocentrisk radialhastighet av ca -10 km/s och beräknas komma så nära som 112 ljusår om ca 983 000 år.

## Egenskaper
10 Serpentis är en vit till blå jättestjärna av spektralklass A6 III. Houk och Swift (1999) gav den dock spektralklass A7 IV, vilket mer är i linje med att den skulle vara en utvecklande underjättestjärna som är på väg att bli en jätte. Den har en massa som är ca 1,6 solmassor, en radie som är ca 2 solradier och utsänder ca 12 gånger mera energi än solen från dess fotosfär vid en effektiv temperatur på ca 7 900 K.
10 Serpentis har en hög rotationshastighet med en projicerad rotationshastighet på 115 km/s, vilket ger den en något tillplattad form med en ekvatorialradie som är uppskattningsvis 7 procent större än den polära radien.